# قزاحة (ماوية)

تعديل مصدري - تعديل

قزاحه   هي إحدى قرى مديرية ماوية بمحافظة تعز اليمنية، بلغ تعداد سكانها 905 نسمة حسب التعداد السكاني في اليمن في 2004.